# Giuseppe Carle
Giuseppe Carle (Chiusa di Pesio, 21 giugno 1845 – Torino, 17 novembre 1917) è stato un filosofo italiano di orientamento positivista, e senatore del Regno d'Italia.

## Biografia
Insegnò filosofia del diritto all'Università di Torino dal 1872 alla morte, nel 1917, quando gli succedette Gioele Solari. Tra i suoi allievi vi furono lo stesso Solari e l'intellettuale socialista Zino Zini.
Fu presidente dell'Accademia delle Scienze di Torino dal 1894 al 1901, socio dell'Accademia dei Lincei dal 1884 e senatore dal 1898.
Come il fratello Antonio, primario dell'ospedale Mauriziano, fu un esponente del positivismo italiano.

## Opere
- La dottrina giuridica del fallimento nel diritto privato internazionale, Napoli, Stamperia della Regia Università, 1872.
- Prospetto d'un insegnamento di filosofia del diritto. Parte generale, Torino, F.lli Bocca, 1874.
- La vita del diritto nei suoi rapporti colla vita sociale. Studio comparativo di filosofia giuridica, Torino, F.lli Bocca, 1880.
- Le origini del diritto romano : ricostruzione storica dei concetti che stanno a base del diritto pubblico e privato di Roma, Torino, F.lli Bocca, 1888
- La filosofia del diritto nello stato moderno, Torino, Unione Tipografico-Editrice, 1903.
- Lezioni di filosofia del diritto: anno accademico 1911-12, a cura di Giuseppe Carle e Gioele Solari, raccolte dagli studenti Giuseppe Bruno e Francesca Guasco, Editore La cooperativa dispense dell'A.T.U., Torino, 1912.